# Griekenland op de Olympische Winterspelen 1968
Tijdens de Olympische Winterspelen van 1968, die in Grenoble (Frankrijk) werden gehouden, nam Griekenland voor de zesde keer deel.

## Deelnemers en resultaten

### Alpineskiën
| Olympiër              | Discipline       | Resultaat | Prestatie                           |
| --------------------- | ---------------- | --------- | ----------------------------------- |
| Dimitrios Pappos      | afdaling (m)     | 72e       | 2.44,10 (+44,25)                    |
| Dimitrios Pappos      | reuzenslalom (m) | 79e       | 4.32,08 (+1.02,80)                  |
| Dimitrios Pappos      | slalom (m)       | dnq       | niet geplaatst voor finalewedstrijd |
| Athanasios Tsimikalis | afdaling (m)     | 70e       | 2.36,93 (+37,08)                    |
| Athanasios Tsimikalis | reuzenslalom (m) | 78e       | 4.25,08 (+55,80)                    |
| Athanasios Tsimikalis | slalom (m)       | dnf-1     | opgave run 1                        |

### Langlaufen
| Olympiër            | Discipline | Resultaat | Prestatie            |
| ------------------- | ---------- | --------- | -------------------- |
| Dimitrios Andreadis | 15 km (m)  | 68e       | 1:00.52,1 (+12.57,9) |
| Dimitrios Andreadis | 30 km (m)  | dnf       | opgave               |

Argentinië · Australië · Bondsrepubliek Duitsland · Bulgarije · Canada · Chili · Denemarken · Duitse Democratische Republiek · Finland · Frankrijk · Griekenland · Groot-Brittannië · Hongarije · IJsland · India · Iran · Italië · Japan · Joegoslavië · Libanon · Liechtenstein · Marokko · Mongolië · Nederland · Nieuw-Zeeland · Noorwegen · Oostenrijk · Polen · Roemenië · Sovjet-Unie · Spanje · Tsjecho-Slowakije · Turkije · Verenigde Staten · Zuid-Korea · Zweden · Zwitserland